# Хејзвил (Орегон)
Хејзвил (енгл. Hayesville) насељено је место без административног статуса у америчкој савезној држави Орегон.

## Демографија
По попису из 2010. године број становника је 19.936, што је 1.714 (9,4%) становника више него 2000. године.
| Група             | 2000.          | 2010.          |
| Белци             | 12.991 (71,3%) | 10.241 (51,4%) |
| Афроамериканци    | 173 (0,9%)     | 232 (1,2%)     |
| Азијати           | 638 (3,5%)     | 578 (2,9%)     |
| Хиспаноамериканци | 3.601 (19,8%)  | 7.932 (39,8%)  |
| Укупно            | 18.222         | 19.936         |